# Tanacetopsis popovii
Tanacetopsis popovii là một loài thực vật có hoa trong họ Cúc. Loài này được Kamelin & Kovalevsk. miêu tả khoa học đầu tiên năm 1986.